# Emerik Derenčin
Emerik Derenčin (lateinisch Emericus de Derenchen, ungarisch Imre Derencsény, kroatisch Mirko Derenčin; † 1493 in Kara Hisar-i Sâhib, Osmanisches Reich) war ein Ban von Kroatien mit Johann Both.

## Leben
Emerik Derenčin war ein ungarisch-kroatischer Ban. Er entstammte einer ungarischen Adelsfamilie. Als Ban hatte er sich in den Jahren zwischen 1490 und 1492 in den Türkenkriegen, besonders bei der Verteidigung der Stadt Jajce, hervorgetan. Von 1492 bis 1493 wurde er Hauptmann von Senj. Im selben Jahr erfolgte, neben Ivan Bota, welcher bei Kampfhandlungen im Jahre 1493 verstarb, seine Ernennung zum kroatischen Ban.

## Krbava-Schlacht
Im Spätsommer des Jahres 1493, am 9. September 1493, stellte sich die kroatische Feudalarmee unter der militärischen Führung von Emerik Derenčin den osmanischen Truppen, die dem Befehl Hadum-Jakubs Paschas, des Beys des bosnischen Sandschaks, unterstanden, in der Schlacht auf dem Krbavafeld den Osmanen entgegen. Trotz der Ratschläge einiger an der Schlacht beteiligter kroatischer Adeliger, besonders des Ivan Frankopan Cetinski, die Kampfhandlungen nicht auf einer Ebene auszutragen, ignorierte Emerik Derenčin diese, in Hochmut und an den sicheren Sieg glaubend. Er verhöhnte zudem die kroatischen Adeligen, indem er ihnen den Vorwurf entgegenbrachte, diese seien Feiglinge.

## Chronik
In der Geschichtschronik des kroatischen Franziskaners Ivan Tomašić wird folgende Äußerung von Emerik Derenčin zitiert:
„Ha, Ihr Kroaten wart immer Feiglinge“. Darauf entgegnete ihm Ivan Frankopan Cetinski: „Heute werden wir sehen wer ein Feigling ist; Du wirst heute der Anfang des Zerfalls der kroatischen Länder sein. Ban, dies ist nicht wie von Stadt zu Stadt reiten und sich im Kartenspiel vergnügen, heute wirst Du sehen wie die Türken den Kampf führen“. Darauf entgegnete Ban Derenčin: „Ich werde ihn kosten“.

## Lebensende
Unter dem Befehl von Emerik Derenčin verloren tausende Soldaten ihr Leben oder gerieten in Gefangenschaft. In der Schlacht auf dem Krbavafeld verlor Derenčin selbst seinen eigenen Sohn und seinen Bruder. Er wurde gefangen genommen und zuerst nach Istanbul verschleppt. Zuvor hatte Emerik Derenčin noch die Gelegenheit wahrgenommen, in der damaligen Republik Dubrovnik, ein Schreiben an den ungarischen König Vladislav II. zu verfassen und abzuschicken. Derenčin wurde in Anatolien in der Provinz Bursa im Kerker von Kara Hisar-i Sâhib in Haft genommen. Nach dreimonatiger Kerkerhaft verstarb er.